# Zwergtritonshörner
Die Zwergtritonshörner (Colubrariidae) sind eine Familie eher kleiner bis mittelgroßer, ausschließlich mariner Schnecken, die in tropischen und gemäßigten Meeren vorkommen. Soweit bekannt, ernähren sich alle Vertreter als temporäre Ektoparasiten an Fischen von Blut.

## Merkmale
Die robusten, meist länglich spindelförmigen, bis zu 5 cm langen Gehäuse der Zwergtritonshörner haben ein hohes Gewinde mit zahlreichen konvexen Umgängen und einen festen Körperumgang. Die Oberfläche des Gehäuses ist durch die axiale und spiralig verlaufende Skulpturierung netzförmig. Die eiförmige Gehäusemündung ist eher klein, der Siphonalkanal kurz und gebogen. Das hornige Operculum hat einen endständigen Kern.
Anders als bei anderen Buccinoidea ist die Radula der Colubrariidae entweder sehr klein oder fehlt ganz. Der mittlere Abschnitt des Oesophagus ist lang und drüsig. Eine Leiblein-Drüse ist nicht vorhanden (Ponder, 1973). Der Magen ist ein einfacher Sack, was auf eine flüssige Nahrung der Schnecken hinweist.

## Lebensweise, Vorkommen und Verbreitung
Die Colubrariidae sind in tropischen und gemäßigten Meeren verbreitet. Soweit bekannt, suchen die Schnecken Fische in deren Ruhephase auf und stechen diese mit ihrer dünnen, weit über die Körperlänge hinaus verlängerbaren Proboscis an, um deren Blut zu saugen. Dieses Verhalten wurde erstmals bei Colubraria obscura beschrieben, die an Papageienfischen parasitiert. Inzwischen sind auch andere Arten, darunter Colubraria tortuosa und Colubraria nitidula, beim Saugen an Papageienfischen beobachtet und teilweise auch fotografiert worden. Modica and Oliverio haben sichtbar betäubte Wirtsfische beobachtet und vermuten deshalb, dass von den Schnecken produzierte Anästhetika, aber auch Antikoagulantien während des Blutsaugens eine wichtige Rolle spielen.

## Systematik
Nach Bouchet und Rocroi (2005) ist die Familie Colubrariidae eine von sechs Familien in der Überfamilie Buccinoidea. Zur Familie Colubrariidae gehören drei Gattungen:
- Colubraria Schumacher, 1817
- Cumia Bivona-Bernardi, 1838
- Iredalula Finlay, 1926